# Сали (річка)
Сали, Сала (крим. Sala) — річка в Україні, на Кримському півострові. Права притока Мокрого Індолу (басейн Чорного моря).

## Опис
Довжина річки 21 км, похил річки 16 м/км, найкоротша відстань між витоком і гирлом — 8,36 км, коефіцієнт звивистості річки — 2,52. Площа басейну водозбору 44,0 км². Річка формується багатьма безіменними струмками та загатами.

## Розташування
Бере початок у селі Перевалівка на північно-західній стороні від гори Апали. Тече переважно на північний захід через Грушівку і на північно-східній околиці села Курське з'єднується з річкою Су-Індол. У цьому місці бере початок річка Мокрий Індол.
Населені пункти вздовж берегової смуги: Холодівка.

## Цікавий факт
- Біля села Грушівки річку перетинають автошляхи Р23 та Р35 (автомобільні шляхи регіонального значення на території України Сімферополь — Феодосія, Грушівка — Судак).